# Andrea Capobianco
Andrea Capobianco, né le 9 août 1966, à Naples, en Italie, est un entraîneur italien de basket-ball.

## Palmarès
- Vainqueur de la Coupe d'Italie de Legadue 2008
- Meilleur entraîneur du championnat d'Italie 2009